# Нворгу, Эстер
Эстер Нворгу (англ. Esther Nworgu; род. 1 декабря 2002 года) — нигерийская пауэрлифтерша-паралимпийка. Серебряная призёрка летних Паралимпийских игр 2024 в Париже.

## Спортивные результаты
| Год  | Турнир                          | Место проведения | Категория | Результат | Место |
| ---- | ------------------------------- | ---------------- | --------- | --------- | ----- |
| 2021 | Чемпионат мира                  | Тбилиси          | до 41 кг  | 98        | 3     |
| 2023 | Чемпионат мира                  | Дубай            | до 41 кг  | 111       | 2     |
| 2024 | Летние Паралимпийские игры 2024 | Париж            | до 41 кг  | 118       | 2     |